# شهرستان وویوان (مغولستان داخلی)
شهرستان وویوان (به زبان مغولی: ᠦᠶᠤᠸᠠᠨ ᠰᠢᠶᠠᠨ، به لاتین: Üyuvan siyan، معادل سیریلیک: Үюань шянь)(به چینی: 五原县، به پین‌یین: Wǔyuán Xiàn) یک شهرستان در چین است که در شهر در سطح ولایت بایان‌نوور واقع شده‌است.
جمعیت این شهرستان در سال ۱۳۹۹، برابر با ۲۲۴٬۸۰۹ نفر بوده است.